# مثلمة مشبكة

المثلمة المشبكة (الاسم العلمي: Aulax cancellata) هي نوع نباتي يتبع جنس المثلمة من الفصيلة البروطية.

## الموئل والانتشار
موطنه جنوب أفريقيا.